# Juanca Pineda
Juanca Pineda, pseudonimo di Juan Carlos Pineda Torres (Azua de Compostela, 12 gennaio 2000), è un calciatore dominicano, attaccante del Beroe e della nazionale dominicana.

## Carriera

### Club
Cresciuto nel settore giovanile del Getafe, nel 2019 è stato acquistato dal Torrijos dove ha debuttato in Tercera División. Successivamente ha giocato nelle squadre B di Mirandés e Burgos prima di firmare con l'Unión Adarve nel 2022. Dopo una sola stagione ha cambiato squadra, rimanendo sempre in Segunda Federación, trasferendosi al Guadalajara.
Il 13 luglio 2024 si è trasferito al Beroe, club della prima divisione bulgara.

### Nazionale
Ha giocato nelle nazionali giovanili dominicane Under-20 ed Under-23.
Ha debuttato con la nazionale maggiore dominicana il 25 gennaio 2021 nell'incontro amichevole pareggiato 0-0 contro la Serbia.
Nel 2025 è stato incluso nella lista dei convocati per la CONCACAF Gold Cup 2025.

## Statistiche
Statistiche aggiornate al 16 giugno 2025.

### Presenze e reti nei club
| Stagione        | Squadra         | Campionato      | Campionato | Campionato | Coppe nazionali | Coppe nazionali | Coppe nazionali | Coppe continentali | Coppe continentali | Coppe continentali | Altre coppe | Altre coppe | Altre coppe | Totale | Totale | Totale |
| Stagione        | Squadra         | Comp            | Pres       | Reti       | Comp            | Pres            | Reti            | Comp               | Pres               | Reti               | Comp        | Pres        | Reti        | Pres   | Reti   |        |
| --------------- | --------------- | --------------- | ---------- | ---------- | --------------- | --------------- | --------------- | ------------------ | ------------------ | ------------------ | ----------- | ----------- | ----------- | ------ | ------ | ------ |
| 2019-2020       | Torrijos        | TD              | 25         | 3          | -               | -               | -               | -                  | -                  | -                  | -           | -           | -           | 25     | 3      |        |
| 2020-feb. 2021  | Torrijos        | TD              | 9          | 0          | -               | -               | -               | -                  | -                  | -                  | -           | -           | -           | 9      | 0      |        |
| feb.-giu. 2021  | Mirandés B      | TD              | 13         | 4          | -               | -               | -               | -                  | -                  | -                  | -           | -           | -           | 13     | 4      |        |
| 2021-2022       | Burgos B        | SDR             | 32         | 1          | -               | -               | -               | -                  | -                  | -                  | -           | -           | -           | 32     | 1      |        |
| 2022-2023       | Unión Adarve    | SF              | 30         | 3          | CR              | 1               | 0               | -                  | -                  | -                  | -           | -           | -           | 31     | 3      |        |
| 2023-2024       | Guadalajara     | SF              | 28         | 3          | -               | -               | -               | -                  | -                  | -                  | CF          | 1           | 1           | 29     | 4      |        |
| 2024-2025       | Beroe           | 1L              | 35         | 7          | CB              | 2               | 1               | -                  | -                  | -                  | -           | -           | -           | 37     | 8      |        |
| Totale carriera | Totale carriera | Totale carriera | 172        | 21         |                 | 3               | 1               |                    | -                  | -                  |             | 1           | 1           | 176    | 23     |        |

### Cronologia presenze e reti in nazionale
| Cronologia completa delle presenze e delle reti in nazionale ― Rep. Dominicana | Cronologia completa delle presenze e delle reti in nazionale ― Rep. Dominicana | Cronologia completa delle presenze e delle reti in nazionale ― Rep. Dominicana | Cronologia completa delle presenze e delle reti in nazionale ― Rep. Dominicana | Cronologia completa delle presenze e delle reti in nazionale ― Rep. Dominicana | Cronologia completa delle presenze e delle reti in nazionale ― Rep. Dominicana | Cronologia completa delle presenze e delle reti in nazionale ― Rep. Dominicana | Cronologia completa delle presenze e delle reti in nazionale ― Rep. Dominicana |
| Data                                                                           | Città                                                                          | In casa                                                                        | Risultato                                                                      | Ospiti                                                                         | Competizione                                                                   | Reti                                                                           | Note                                                                           |
| ------------------------------------------------------------------------------ | ------------------------------------------------------------------------------ | ------------------------------------------------------------------------------ | ------------------------------------------------------------------------------ | ------------------------------------------------------------------------------ | ------------------------------------------------------------------------------ | ------------------------------------------------------------------------------ | ------------------------------------------------------------------------------ |
| 25-1-2021                                                                      | Santo Domingo                                                                  | Rep. Dominicana                                                                | 0 – 0                                                                          | Serbia                                                                         | Amichevole                                                                     | -                                                                              | 52’                                                                            |
| 11-9-2023                                                                      | Santo Domingo                                                                  | Rep. Dominicana                                                                | 3 – 0                                                                          | Montserrat                                                                     | CONCACAF Nations League 2023-2024 - 1° turno                                   | -                                                                              | 82’                                                                            |
| 16-10-2023                                                                     | Santiago de los Caballeros                                                     | Rep. Dominicana                                                                | 5 – 2                                                                          | Barbados                                                                       | CONCACAF Nations League 2023-2024 - 1° turno                                   | -                                                                              | 86’                                                                            |
| 21-11-2023                                                                     | Managua                                                                        | Nicaragua                                                                      | 0 – 0                                                                          | Rep. Dominicana                                                                | CONCACAF Nations League 2023-2024 - 1° turno                                   | -                                                                              | 36’                                                                            |
| 7-9-2024                                                                       | Paynters                                                                       | Bermuda                                                                        | 2 – 3                                                                          | Rep. Dominicana                                                                | CONCACAF Nations League 2024-2025 - 1° turno                                   | -                                                                              | 86’                                                                            |
| 10-9-2024                                                                      | Paynters                                                                       | Rep. Dominicana                                                                | 2 – 0                                                                          | Dominica                                                                       | CONCACAF Nations League 2024-2025 - 1° turno                                   | -                                                                              | 86’                                                                            |
| 12-10-2024                                                                     | Hamilton                                                                       | Antigua e Barbuda                                                              | 0 – 5                                                                          | Rep. Dominicana                                                                | CONCACAF Nations League 2024-2025 - 1° turno                                   | -                                                                              | 77’                                                                            |
| 15-10-2024                                                                     | Hamilton                                                                       | Rep. Dominicana                                                                | 5 – 0                                                                          | Antigua e Barbuda                                                              | CONCACAF Nations League 2024-2025 - 1° turno                                   | -                                                                              | 87’                                                                            |
| 19-11-2024                                                                     | Santiago de los Caballeros                                                     | Rep. Dominicana                                                                | 6 – 1                                                                          | Bermuda                                                                        | CONCACAF Nations League 2024-2025 - 1° turno                                   | -                                                                              | 84’                                                                            |
| 21-3-2025                                                                      | Bayamón                                                                        | Porto Rico                                                                     | 2 – 2                                                                          | Rep. Dominicana                                                                | Amichevole                                                                     | -                                                                              | 46’                                                                            |
| 25-3-2025                                                                      | Santiago de los Caballeros                                                     | Rep. Dominicana                                                                | 2 – 0                                                                          | Porto Rico                                                                     | Amichevole                                                                     | -                                                                              | 89’                                                                            |
| 6-6-2025                                                                       | Città del Guatemala                                                            | Guatemala                                                                      | 4 – 2                                                                          | Rep. Dominicana                                                                | Qual. Mondiali 2026                                                            | -                                                                              | 63’                                                                            |
| 10-6-2025                                                                      | Santo Domingo                                                                  | Rep. Dominicana                                                                | 5 – 0                                                                          | Dominica                                                                       | Qual. Mondiali 2026                                                            | -                                                                              | 61’                                                                            |
| 14-6-2025                                                                      | Inglewood                                                                      | Messico                                                                        | 3 – 2                                                                          | Rep. Dominicana                                                                | Gold Cup 2025 - 1° turno                                                       | -                                                                              | 90’                                                                            |
| 18-6-2025                                                                      | Arlington                                                                      | Costa Rica                                                                     | 2 – 1                                                                          | Rep. Dominicana                                                                | Gold Cup 2025 - 1° turno                                                       | -                                                                              | 90+3’                                                                          |
| 22-6-2025                                                                      | Arlington                                                                      | Rep. Dominicana                                                                | 0 – 0                                                                          | Suriname                                                                       | Gold Cup 2025 - 1° turno                                                       | -                                                                              | 46’                                                                            |
| Totale                                                                         |                                                                                | Presenze                                                                       | 16                                                                             |                                                                                | Reti                                                                           | 0                                                                              |                                                                                |